# Lurs
Lurs é uma comuna francesa na região administrativa da Provença-Alpes-Costa Azul, no departamento dos Alpes da Alta Provença. Estende-se por uma área de 22,48 km². Em 2010 a comuna tinha 391 habitantes (densidade: 17,4 hab./km²).
Durante a Roma Antiga era conhecida como Alâunio (em latim: Alaunium).